# Forcipomyia trilineata
Forcipomyia trilineata är en tvåvingeart som beskrevs av Maurice Emile Marie Goetghebuer 1934. Forcipomyia trilineata ingår i släktet Forcipomyia och familjen svidknott. Inga underarter finns listade i Catalogue of Life.